# Torre di Adalberto
La torre di Adalberto o come è meglio conosciuta la torre della fame , è tra le più antiche torri documentate di Bergamo d'epoca medioevale,  si trova nell'angolo esterno della Cittadella viscontea.

## Storia
Adalberto, figlio di una famiglia nobile, venne nominato vescovo di Bergamo nell'888, ma quando nell'894 Arnolfo di Carinzia, re dei Franchi, conquistò alcune città lombarde tra queste Bergamo distruggendola e facendo numerosi morti tra i cittadini, trovò nel vescovo il suo peggior oppositore. 
Questo, venne arrestato e dopo essere stato detenuto a Magonza sotto la custodia dell'arcivescovo Attone, venne liberato e ricondotto a Bergamo, dove iniziò la sua opera di ricostruzione di quanto era stato distrutto.
Ricostruì chiese e mura difensiva, tra queste la torre armigera, che prese il suo nome.

Successivamente la torre passò di proprietà alla famiglia Crotta.
La torre, costruita in pietra arenaria, ha un unico accesso, posto a qualche metro dal suolo, che richiede l'uso di scale, un tempo in legno che venivano rimosse, questo per impedire a chiunque di entrarne o uscirne con facilità. Divenne prigione per gli invasori che venivano catturati, e al tempo della Serenissima gli evasori fiscali,  da qui il nome con cui viene ricordata Torre della fame.

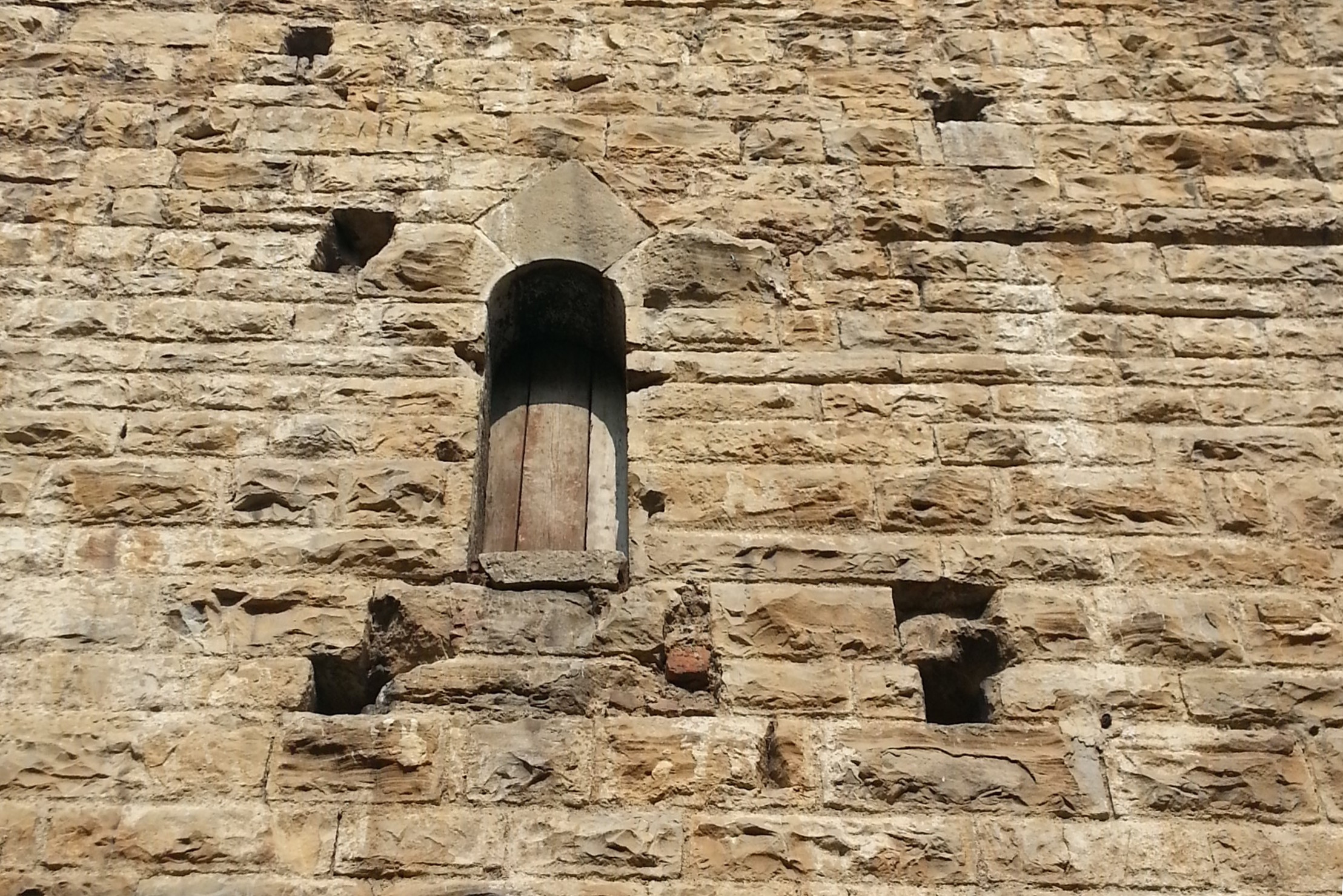
Torre di Adalberto-particolare

La torre resta come unica testimonianza di quelle che erano le undici torri che facevano parte della cittadella viscontea, delimitata da fossati e ponti levatoi.